# Saint-Philbert-de-Bouaine
Saint-Philbert-de-Bouaine é uma comuna francesa na região administrativa da Pays de la Loire, no departamento de Vendéia. Estende-se por uma área de 50,16 km², com 2 255 habitantes, segundo os censos de 1999, com uma densidade de 44 hab/km².